# Eccellenza Umbria 2017-2018
Il campionato italiano di calcio di Eccellenza regionale 2017-2018 è il ventisettesimo organizzato in Italia. Rappresenta il quinto livello del calcio italiano ed il maggiore in ambito regionale.
Questo è il girone unico organizzato dal Comitato Regionale dell'Umbria.

## Stagione

### Aggiornamenti
Il Città di Castello, retrocesso dalla Serie D, cessa l'attività sportiva e non perfeziona l'iscrizione al campionato di Eccellenza Umbria.

## Squadre partecipanti
| Club              | Città                                   | Stadio                     | Stagione 2016-2017                                |
| ----------------- | --------------------------------------- | -------------------------- | ------------------------------------------------- |
| Angelana          | Santa Maria degli Angeli di Assisi (PG) | Stadio Giuseppe Migaghelli | 2° in Eccellenza Umbria                           |
| Bastia            | Bastia Umbra (PG)                       | Stadio Comunale            | 7° in Eccellenza Umbria                           |
| Cannara           | Cannara (PG)                            | Stadio Alberto Spoletini   | 1° in Promozione Umbria/B, promosso               |
| Castel del Piano  | Castel del Piano di Perugia             | Stadio Liborio Menicucci   | 5° in Eccellenza Umbria                           |
| Fontanelle Branca | Branca di Gubbio (PG)                   | Stadio Santa Barbara       | 9° in Eccellenza Umbria                           |
| Lama              | Lama di San Giustino (PG)               | Stadio Polchi-Laurenzi     | 12° in Eccellenza Umbria, salvo dopo il play out  |
| Massa Martana     | Massa Martana (PG)                      | Stadio Comunale            | 11° in Eccellenza Umbria                          |
| Narnese           | Narni (TR)                              | Stadio San Girolamo        | 6° in Eccellenza Umbria                           |
| Orvietana         | Orvieto (TR)                            | Stadio Luigi Muzi          | 2° in Promozione Umbria/B, ripescata              |
| Petrignano        | Petrignano di Assisi (PG)               | Stadio Francesco Cicogna   | 8° in Eccellenza Umbria                           |
| Pontevalleceppi   | Ponte Valleceppi di Perugia             | Stadio Giuliano Borgioni   | 2° in Promozione Umbria/A, promosso dopo play off |
| San Sisto         | San Sisto di Perugia                    | Stadio Comunale            | 10° in Eccellenza Umbria                          |
| Subasio           | Rivotorto di Assisi (PG)                | Stadio Giancarlo Felici    | 13° in Eccellenza Umbria, salva dopo il play out  |
| Trasimeno         | Castiglione del Lago (PG)               | Stadio Roberto Giommoni    | 1° in Promozione Umbria/A, promosso               |
| Ventinella        | Soccorso di Magione (PG)                | Stadio Lamberto Ragni      | 3° in Eccellenza Umbria                           |
| Voluntas Spoleto  | Spoleto (PG)                            | Stadio Comunale            | 4° in Eccellenza Umbria                           |

## Classifica
|  | Pos. | Squadra           | Pt | G  | V  | N  | P  | GF | GS | DR  |
|  | ---- | ----------------- | -- | -- | -- | -- | -- | -- | -- | --- |
|  | 1.   | Bastia            | 61 | 30 | 17 | 10 | 3  | 51 | 21 | +30 |
|  | 2.   | Cannara           | 60 | 30 | 18 | 6  | 6  | 49 | 27 | +22 |
|  | 3.   | San Sisto         | 54 | 30 | 16 | 6  | 8  | 43 | 28 | +15 |
|  | 4.   | Subasio           | 53 | 30 | 15 | 8  | 7  | 42 | 26 | +16 |
|  | 5.   | Angelana          | 45 | 30 | 12 | 9  | 9  | 39 | 37 | +2  |
|  | 6.   | Narnese           | 41 | 30 | 11 | 8  | 11 | 34 | 29 | +5  |
|  | 7.   | Pontevalleceppi   | 40 | 30 | 10 | 10 | 10 | 47 | 47 | 0   |
|  | 8.   | Voluntas Spoleto  | 39 | 30 | 11 | 6  | 13 | 34 | 40 | -6  |
|  | 9.   | Fontanelle Branca | 37 | 30 | 9  | 10 | 11 | 42 | 41 | +1  |
|  | 10.  | Lama              | 37 | 30 | 9  | 10 | 11 | 29 | 38 | -9  |
|  | 11.  | Orvietana         | 36 | 30 | 9  | 9  | 12 | 35 | 37 | -2  |
|  | 12.  | Massa Martana     | 36 | 30 | 9  | 9  | 12 | 31 | 40 | -9  |
|  | 13.  | Castel del Piano  | 35 | 30 | 8  | 11 | 11 | 32 | 44 | -12 |
|  | 14.  | Trasimeno         | 27 | 30 | 5  | 12 | 13 | 20 | 35 | -15 |
|  | 15.  | Petrignano        | 27 | 30 | 7  | 6  | 17 | 32 | 50 | -18 |
|  | 16.  | Ventinella        | 23 | 30 | 5  | 8  | 17 | 31 | 51 | -20 |

Legenda:

      Promossa in Serie D 2018-2019.
      Ammessa ai play-off nazionali.
 Ammesse ai play-off o ai play-out.
      Retrocessa in Promozione Umbria 2018-2019.
Regolamento:

Tre punti a vittoria, uno a pareggio, zero a sconfitta.
In caso di pari merito per assegnare il 1º posto (promozione diretta) ed il 16º posto (retrocessione diretta) viene disputata una gara di spareggio in campo neutro.
In caso di arrivo di due o più squadre a pari punti, la graduatoria verrà stilata secondo la classifica avulsa tra le squadre interessate, che prevede in ordine i seguenti criteri: 
- Punti negli scontri diretti
- Differenza reti negli scontri diretti
- Differenza reti generale
- Reti realizzate in generale
- Sorteggio

Nei play off e nei play out vige il criterio dei 9 punti di distacco, soglia al di sopra della quale, la sfida non viene disputata e la squadra meglio classificata, a seconda dei casi, o accede alla fase successiva oppure ottiene la salvezza.
Note:

Il Cannara è stato successivamente ripescato in Serie D.
Il Massa Martana è stato costretto a disputare i play out, a causa degli scontri diretti sfavorevoli con l'Orvietana, insieme alla quale aveva terminato il campionato a pari punti.
Fontanelle Branca non iscritto nella stagione successiva. La società si scinde in Fontanelle, che prosegue l'attività a livello giovanile ed in Branca, che viene ammessa in Promozione Umbria 2018-19, dopo aver acquisito nel mese di giugno il titolo sportivo dell'Atletico Orte.

## Risultati

### Tabellone
Ogni riga indica i risultati casalinghi della squadra segnata a inizio della riga, contro le squadre segnate colonna per colonna (che invece avranno giocato l'incontro in trasferta). Al contrario, leggendo la colonna di una squadra si avranno i risultati ottenuti dalla stessa in trasferta, contro le squadre segnate in ogni riga, che invece avranno giocato l'incontro in casa.
|                   | ANG  | BAS  | CAN  | CAS  | FON  | LAM  | MAS  | NAR  | ORV  | PET  | PON  | SAN  | SUB  | TRA  | VEN  | VOL  |
| ----------------- | ---- | ---- | ---- | ---- | ---- | ---- | ---- | ---- | ---- | ---- | ---- | ---- | ---- | ---- | ---- | ---- |
| Angelana          | –––– | 2-2  | 2-1  | 2-1  | 1-2  | 2-1  | 1-1  | 0-0  | 2-1  | 1-2  | 2-1  | 1-0  | 0-0  | 1-1  | 3-1  | 1-1  |
| Bastia            | 2-1  | –––– | 2-2  | 1-1  | 1-1  | 3-0  | 2-0  | 0-0  | 1-1  | 4-0  | 3-1  | 0-1  | 1-0  | 3-0  | 1-1  | 2-0  |
| Cannara           | 2-1  | 1-3  | –––– | 2-0  | 2-1  | 4-0  | 2-0  | 1-0  | 3-0  | 0-1  | 3-0  | 3-1  | 0-0  | 1-0  | 1-1  | 1-0  |
| Castel del Piano  | 1-0  | 0-0  | 2-1  | –––– | 2-1  | 4-2  | 0-0  | 0-1  | 2-2  | 0-0  | 1-1  | 1-3  | 0-4  | 2-2  | 3-2  | 1-1  |
| Fontanelle Branca | 3-1  | 3-2  | 2-2  | 0-1  | –––– | 2-2  | 1-1  | 0-0  | 3-2  | 0-1  | 1-1  | 1-2  | 5-1  | 2-0  | 0-0  | 3-0  |
| Lama              | 1-1  | 2-1  | 1-1  | 0-1  | 1-1  | –––– | 1-2  | 1-0  | 0-4  | 2-0  | 2-0  | 1-0  | 0-2  | 0-0  | 2-1  | 0-0  |
| Massa Martana     | 3-1  | 0-4  | 1-2  | 2-0  | 0-0  | 0-1  | –––– | 1-1  | 1-0  | 2-1  | 2-0  | 1-0  | 1-0  | 0-0  | 1-1  | 3-1  |
| Narnese           | 0-0  | 0-1  | 1-2  | 2-0  | 2-0  | 1-2  | 2-1  | –––– | 2-1  | 2-0  | 1-3  | 0-0  | 0-1  | 2-0  | 1-0  | 2-3  |
| Orvietana         | 0-0  | 0-1  | 0-2  | 1-0  | 1-1  | 0-0  | 3-0  | 2-4  | –––– | 1-0  | 0-2  | 1-3  | 0-1  | 2-1  | 2-0  | 2-1  |
| Petrignano        | 3-4  | 2-3  | 1-2  | 1-1  | 1-0  | 2-4  | 1-1  | 1-3  | 2-4  | –––– | 2-0  | 0-4  | 2-2  | 1-2  | 2-1  | 0-0  |
| Pontevalleceppi   | 3-2  | 1-2  | 1-1  | 3-3  | 4-2  | 2-1  | 3-0  | 4-4  | 1-2  | 1-1  | –––– | 2-2  | 0-0  | 2-0  | 3-1  | 1-2  |
| San Sisto         | 2-0  | 0-0  | 0-1  | 2-1  | 3-1  | 2-2  | 2-1  | 2-1  | 2-1  | 1-0  | 1-2  | –––– | 0-0  | 2-1  | 3-1  | 2-0  |
| Subasio           | 0-1  | 1-2  | 2-1  | 3-1  | 3-1  | 0-0  | 4-2  | 1-0  | 0-0  | 2-1  | 2-2  | 0-1  | –––– | 1-2  | 2-1  | 2-0  |
| Trasimeno         | 1-2  | 0-0  | 0-2  | 0-0  | 0-1  | 1-0  | 1-0  | 0-0  | 0-0  | 1-0  | 1-1  | 1-1  | 1-2  | –––– | 1-2  | 1-1  |
| Ventinella        | 1-3  | 0-2  | 3-1  | 1-2  | 2-1  | 0-0  | 3-3  | 1-0  | 1-1  | 0-3  | 1-2  | 2-1  | 1-3  | 1-1  | –––– | 1-2  |
| Voluntas Spoleto  | 0-1  | 0-2  | 1-2  | 4-1  | 2-3  | 1-0  | 2-1  | 1-2  | 1-1  | 2-1  | 2-0  | 2-0  | 0-3  | 3-1  | 1-0  | –––– |

## Spareggi

### Play-off
La seconda classificata è stata ammessa direttamente in finale per aver inflitto alla quinta classificata un distacco in classifica superiore ai 9 punti.

#### Tabellone
|  | Semifinali | Semifinali      | Semifinali |           |   | Finale | Finale | Finale |  |
|  |            |                 |            |           |   |        |        |        |  |
|  | 2          | Cannara         |            |           |   |        |        |        |  |
|  | 2          | Cannara         |            |           |   |        |        |        |  |
|  |            |                 |            |           |   |        |        |        |  |
|  |            | 2               | Cannara    | 1         |   |        |        |        |  |
|  |            |                 |            | 1         |   |        |        |        |  |
|  |            |                 | 3          | San Sisto | 0 |        |        |        |  |
|  | 3          | San Sisto (dts) | 3          | San Sisto | 0 | 2      |        |        |  |
|  | 3          | San Sisto (dts) |            |           |   |        |        |        |  |
|  | 4          | Subasio         | 1          |           |   |        |        |        |  |

#### Semifinale
|           | Risultati |         | Luogo e data             |
| --------- | --------- | ------- | ------------------------ |
| San Sisto | 2-1 (dts) | Subasio | San Sisto, 6 maggio 2018 |
|           |           |         |                          |

#### Finale
|         | Risultati |           | Luogo e data            |
| ------- | --------- | --------- | ----------------------- |
| Cannara | 1-0       | San Sisto | Cannara, 13 maggio 2018 |
|         |           |           |                         |

### Play-out
|                  | Risultati |            | Luogo e data                    |
| ---------------- | --------- | ---------- | ------------------------------- |
| Massa Martana    | 2-1       | Petrignano | Massa Martana, 6 maggio 2018    |
| Castel Del Piano | 1-0 (dts) | Trasimeno  | Castel del Piano, 6 maggio 2018 |
|                  |           |            |                                 |